# 五大路子
五大 路子（ごだい みちこ、1952年〈昭和27年〉9月22日 - ）は、日本の女優。一般社団法人・横浜夢座、オフィス路子所属。『横浜夢座』座長。本名は大和田 美智子（旧姓・岩岡）。

## 人物
神奈川県横浜市港北区出身。篠原小学校、神奈川学園を経て、桐朋学園芸術短期大学（旧 桐朋学園短期大学部）演劇科に学び、早稲田小劇場を経て新国劇に移った。
新国劇退団後も、多数のテレビや舞台に出演している。座長としての公演も多く、横浜夢座公演では、主演・座長を務める。特技は、日舞（西川流名取）、居合（三段）、三味線、野口体操。

### 経歴
1977年、NHK朝の連続テレビ小説『いちばん星』の主役でテレビドラマデビュー（体調不良で途中降板した高瀬春奈の代役）。同作で国民的女優の仲間入りをし、以降、美形な顔立ちの正統派女優として活躍。『いちばん星』は新国劇で舞台化され、五大がヒロインを務めた。
1980年、俳優・大和田伸也と結婚。その後も主に舞台活動を続けながら、NHKの大河ドラマや同局の教養クイズ番組『クイズ面白ゼミナール』などテレビでも活躍。
1991年の横浜みなと祭会場で見かけた白塗りの老娼婦“メリーさん”に衝撃を受け、独自に関係者への取材を重ねた上で、1996年からメリーさんを題材とした一人芝居 「横浜ローザ」の公演を続けている。
1999年に自身の劇団「横浜夢座」を結成し、第1回公演『横濱行進曲』を皮切りに横浜に関するテーマの公演をほぼ毎年開催している。また2016年からは、横浜大空襲を題材にした子供向け朗読劇『真昼の夕焼け』も行っている。
2006年公開の『デスノート』が、キャリア初の映画出演である。
2015年4月25日にニューヨークで『横浜ローザ』を公演。会場の260席は完売し、辛口で有名な『ニューヨーク・タイムズ』紙の劇評から賛辞を送られるなど好評を得た。

## エピソード

### 学生時代
生家は農業を営み、弟が二人いる。小学校では、放送部に所属。中高一貫校の神奈川学園に進学後、高校時代に演劇部に入部。高校2年生の時に部長を務め、地区大会を経て神奈川県高等学校演劇発表会に出場。県立青少年センターの演劇講座での、東京芸術大学助教授・野口三千三（のぐちみちぞう）の「（聴衆に向けた）あなたしかできないことを探してご覧なさい」という言葉に感銘を受け、“演劇によって自分を表現したい”と強く思うようになった。
高校3年生の秋、父親に女優になることを打ち明けて「桐朋学園に進学したい」と告げるが、平手打ちされるなど猛反対に遭った）。しかし諦めず、高校の担任教師が父親の説得に当たり、何とか承諾を得て桐朋学園に合格して進学を決めた。

### 女優の道へ
しかしいざ入学してみると、それまで地元・横浜から出たことがなく女子校育ちが影響し、同級生のグループの輪になかなか入れなかった。また、後日演出家・竹内敏晴の演劇集団『変身』に入団したが、空中回転の練習中に失敗して頸椎に損傷を負った。医師から、（神経などを痛める恐れがあるため）一生激しい運動をしないよう告げられ、半年間の療養生活を送った。
「早稲田小劇場」の舞台を鑑賞すると所属女優・白石加代子のパワフルな演技に衝撃を受けた。これにより同劇団に入団するが、翌年主宰者・鈴木忠志から「1年間どこかで修行してきなさい」と告げられ、退団することになった。新聞で新国劇の団員募集広告を見て応募し、「女性はいりません」と言われたが粘って仮採用となった。以降は、他の役者の付き人や団の掃除・洗濯など何でもやり、舞台でたまに代役が必要になった時に代わりを務めるようになった。

### 「五大路子」に改名、朝ドラヒロイン
1976年に芸名・五大路子に改名。苗字は、宇宙を構成する5つの要素とされる「地・水・火・空・風」の五大から、自らが名付けた。当初「五大みち」という名前にしたが、京都の幸神社内（さいのかみのやしろ）にお参りした際、宮司から「姓名判断だと“みち”より“路子”の方が良い」と助言を受け、最終的に“五大路子”にした。
改名の翌1977年、新国劇の勧めでNHK連続テレビ小説『いちばん星』のオーディションを受けたが、最終審査で次点止まりだった。しかしヒロイン役の高瀬春奈が放送期間中に体調を崩したことから、6月頃から主役を引き継ぐことになった。高校3年生の時に反対していた父もこの頃には娘を応援するようになり、同作を毎日視聴して娘の出演を喜んだという。また父はNHKのスタジオ見学にも訪れ、展示された同作で着用したドレスを見た五大が「記念にほしいな」とつぶやくと、父は許可を得て買い取ってくれたという。

### 結婚
1979年、自身初の時代劇ドラマ『水戸黄門』（第9部）に分からないことだらけだったが、本作のレギュラー・大和田伸也から色々と親切に教えられた。また、当時五大は地元・横浜から発信する演劇を創りたい”と思っていたが、大和田も「僕には劇団を作る夢がある」ということを知った。これらのことから交際に発展し、その間文通などでやり取りした。交際から半年後、ハワイで挙式を行った。
1988年、夫婦で『劇団1＋1』を結成し、旗揚げ公演『ハムレットを撃て』を企画した。公演は好評だったが女優業と主婦業と子育てとの両立が大変で、夫と衝突することもあったことから、「お互いの芝居の夢はそれぞれで見よう」ということになった。五大は後年、大和田との夫婦関係について「友達夫婦」と評している。

### 脚の不調と「横浜発の芝居作り」
1989年の帝国劇場の公演の舞台稽古中に突然右膝に激痛が走り、整形外科を受診したが原因は分からかった。やがて膝が曲がらなくなくなって仕事を降板せざるを得なくなり、役者人生の危機が訪れた。これにより芸能レポーターに追いかけられたため、高校時代の恩師の仲介によりとある寺の離れに身を寄せることになった。
その間恩師の励ましや、過去に言われた野口三千三の「あなたしかできないことを探しなさい」という言葉を思い浮かべて、女優復帰を目指して療養生活を送った。心が整ったことが幸いしたのか、徐々に脚の状態が良くなりだし、その後リハビリをして1年かかって回復した。
女優復帰に際し、まず始めたのが以前からの夢である「横浜から演劇を発信すること」だった。その第1回目の題材に、横浜生まれの劇作家・長谷川伸の『ある市井の徒』を選び、一人芝居で演じることを決意。学生時代の友人に支えられながら舞台作りに励み、公演終了後に役者として手応えを感じた。この体験は舞台女優の土台となり、その後1999年に自らの劇団「横浜夢座」の結成に繋がった。同劇団の結成時から何年もの間、五大が企画、プロデュース、協賛集めの他、子供向け朗読劇『真昼の夕焼け』の開催場所である学校の交渉など一人で何役も担った。その後、同劇団内の世代交代もあって組織の運営作業はかなり整備され、2023年現在は主に30～40代の団員が劇団を支えている。

### 舞台「横浜ローザ」
1991年5月、『横浜開港記念みなと祭 国際仮装行列』に審査員として出席すると、人目を引く格好（仮装とは無関係）の高齢女性の姿が目に入った。その人物は地元で伝説の娼婦と呼ばれた“メリーさん”で、一瞬で心を奪われ、後日地元の人たちから彼女について色々と話を伺った。
メリーさんの半生をもとに舞台化を決意し、脚本家・杉山義法により架空の女性・ローザを通してメリーさんのような戦中・戦後を生き抜いた何十万人の女性を日本の戦後史と重ね合わせて描くことにした。人を介してメリーさんと初対面して舞台化の了承を得た後、1996年に横浜の関内ホールで『横浜ローザ』の第1回公演が開かれ、観客から好評を得たことから再演を続けている。

## 受賞
- 1996年、「横浜ローザ」で横浜文化奨励賞を受賞
- 2008年、横浜夢座の功績を讃え第29回松尾芸能賞演劇優秀賞を受賞
- 日本アンチエイジングアワード2008を受賞
- 2011年、長谷川伸賞を受賞
- 2012年、横浜文化賞を受賞
- 2021年、地域文化功労者[4]

## 家族
夫は俳優の大和田伸也、義理の弟は俳優の大和田獏、その妻は女優の岡江久美子。1988年の『ハムレットを撃て』の公演では、大和田・五大夫妻と獏・岡江夫妻で共演した。また、五大の弟は、新横浜ラーメン博物館館長の岩岡洋志。息子は大和田悠太と大和田健介で、いずれも俳優。2022年現在、大和田・五大夫妻は、次男夫婦と2世帯同居をしている。

## 出演作品

### テレビドラマ
- 連続テレビ小説（NHK総合）
  - いちばん星 （1977年） - 主演佐藤千夜子 役
  - おんなは度胸（1992年）
- 水戸黄門（TBS / C.A.L）
  - 第9部 第27話「三国一の嫁騒動 -水戸-」（1979年2月5日） - 田鶴 役
  - 第11部 第3話「悲願を賭けた砲術くらべ -米沢-」（1980年9月1日） - 塩川チエ 役
- 芙蓉の人（1977年、12ch）
- 大江戸捜査網 第350話「音次郎を狙う狼の牙」（1978年、12ch ・三船プロ） - ちよか 役
- 大河ドラマ（NHK総合）
  - 春の波涛（1985年） - 福澤（中村）里子 役
  - 独眼竜政宗（1987年） - 登勢 役
  - 春日局（1989年） - かね 役
  - 八代将軍吉宗（1995年） - 栄姫 役
  - 葵 徳川三代（2000年） - 於阿茶の方 役
- 今朝の秋（1987年10月24日、NHK総合） - 婦長 役
- おんなは一生懸命（1987年、TBS） - 神野文子 役
- ドナウの旅人（1989年、テレビ朝日）
- 大江戸風雲伝（1994年、NHK総合）
- 蝉しぐれ（2003年、NHK総合）
- 愛と友情のブギウギ（2005年、NHK総合）
- ママさんバレーでつかまえて（2008年10月4日、NHK総合）
- 邪神の天秤　公安分析班（2022年2月13日 - 4月17日、WOWOW） - 真藤典子 役

その他、
- 春の砂漠
- HOTEL
- おみや

など

### 映画
- ヨコハマメリー
- デスノート / デスノート the Last name（2006年） - 夜神幸子 役
- プライド（2009年） - 松島春子 役
- 風切羽〜かざきりば〜（2013年）
- こども食堂にて（2018年）

### 舞台
- 一本刀土俵入り
- かくれんぼ
- いちばん星
- ある市井の徒
- 横浜ローザ[5]
- エンドレスドリーム
- ジャンジャン花月園
- 野毛武蔵屋〜三杯屋の奇跡〜
- まぼろしの篠原城

### ラジオ
- 青春アドベンチャー　カレーライフ（2002年1月7日 - 25日、NHK-FM）[6]
- FMシアター　奇跡の星（2004年4月24日、NHK-FM）[7]
- ヨコハマ・オールイン・スペシャル　ラジオ日本開局49周年記念番組「横浜まるごと放送局」（2007年12月24日、ラジオ日本）[8]
- FMシアター　山茶花さいた（2008年4月5日、NHK-FM） - 朋子 役[9]

## 書籍
- 『Rosa 横浜ローザ、25年目の手紙』（2020年10月、有隣堂）ISBN 978-4-89660-233-3

## ディスコグラフィ

### シングル
1. むらさき式部（1978年5月）
  1. むらさき式部
    - 作詞：芦原みづほ／作曲：小林亜星／編曲：いしだかつのり

  2. ひとり旅ゆく
    - 作詞：芦原みづほ／作曲：小林亜星／編曲：いしだかつのり
2. 女しみじみ（1978年）
  1. 女しみじみ
    - 作詞：喜多條忠／作曲：鈴木邦彦／編曲：鈴木邦彦

  2. 悲しみの夜明け
    - 作詞：有馬三恵子／作曲：鈴木邦彦／編曲：鈴木邦彦

### アルバム
1. むらさき式部（1978年8月）
  1. むらさき式部
    - 作詞：芦原みづほ／作曲：小林亜星／編曲：いしだかつのり

  2. 女ひとり
    - 作詞：永六輔／作曲：いずみたく／編曲：いしだかつのり

  3. 森かげの花のように
    - 作詞：中山大三郎／作曲：中山大三郎／編曲：高田弘

  4. みやこわすれ
    - 作詞：ちあき哲也／作曲：八木架寿人／編曲：高田弘

  5. 宵待草
    - 作詞：竹久夢二／作曲：多忠亮／編曲：いしだかつのり

  6. 白い想い出
    - 作詞：山崎唯／作曲：山崎唯／編曲：いしだかつのり

  7. 花影の君
    - 作詞：ちあき哲也／作曲：八木架寿人／編曲：高田弘

  8. 北上夜曲
    - 作詞：菊池規／作曲：安藤睦夫／編曲：いしだかつのり

  9. 青春のかたみ
    - 作詞：中山大三郎／作曲：中山大三郎／編曲：高田弘

  10. 知床旅情
    - 作詞：森繁久彌／作曲：森繁久彌／編曲：いしだかつのり

  11. ひとり旅ゆく
    - 作詞：芦原みづほ／作曲：小林亜星／編曲：いしだかつのり

  12. 忘れな草をあなたに
    - 作詞：木下龍太郎／作曲：江口浩司／編曲：いしだかつのり